# 阿斯普羅尼西島
阿斯普羅尼西島（Ασπρονήσι）是希臘聖托里尼火山口的一個無人島。該島形成於西元前2世紀。島名在希臘語意為白島。